# 3C 147
3C 147 (ook wel B0538+498 genoemd) is een quasar die in 1964 werd ontdekt. Hij staat in het sterrenbeeld Voerman niet ver aan de hemel van de 5e helderste ster Omikron Aurigae.
De "afstand" van een ver weg gelegen sterrenstelsel hangt af van welke afstandsmeting je gebruikt. Met een roodverschuiving van 0,545, heeft het licht van dit actieve sterrenstelsel er naar schatting ongeveer 5,1 miljard jaar over gedaan om ons te bereiken. Maar als gevolg van de uitdijing van het heelal, is de huidige (meebewegende) afstand tot dit sterrenstelsel ongeveer 6,4 miljard lichtjaar.
Very Long Baseline Array (VLBA) waarnemingen hebben een complexe centrale regio geïdentificeerd die wordt gedomineerd door twee heldere componenten, A en B. De scheiding tussen de twee centrale componenten van de bron lijkt toe te nemen met een schijnbare snelheid (superluminale beweging) van 1,2 ± 0,4 c.
3C 147 is een van de vier primaire kalibratoren die door de Very Large Array worden gebruikt (samen met 3C 48, 3C 138, en 3C 286). De interferometrische visibility
van alle andere bronnen wordt gekalibreerd aan de hand van de waargenomen visibility van een van deze vier kalibratiebronnen.